# Марковићи (Кисељак)
Марковићи су насељено мјесто у општини Кисељак, Босна и Херцеговина.

## Становништво
|             | 2013.       | 1991.        | 1981.        | 1971.        | 1961.        |
| Укупно      | 47 (100,0%) | 82 (100,0%)  | 114 (100,0%) | 102 (100,0%) | 85 (100,0%)  |
| Бошњаци     | 47 (100,0%) | 78 (95,12%)1 | 90 (78,95%)1 | 84 (82,35%)1 | 56 (65,88%)1 |
| Хрвати      | –           | 4 (4,878%)   | 23 (20,18%)  | 18 (17,65%)  | 18 (21,18%)  |
| Југословени | –           | –            | 1 (0,877%)   | –            | 11 (12,94%)  |

1. 1 На пописима од 1971. до 1991. Бошњаци су пописивани углавном као Муслимани.